# Ruta Estatal de California 195
La Ruta Estatal de California 195, y abreviada SR 195 (en inglés: California State Route 195) es una carretera estatal estadounidense ubicada en el estado de California. La carretera inicia en el Oeste desde la SR 86     cerca de Oasis en sentido Este hasta finalizar en la SR 111     cerca de Mecca. La carretera tiene una longitud de 11,9 km (7.420 mi).

## Mantenimiento
Al igual que las autopistas interestatales, y las rutas federales y el resto de carreteras estatales, la Ruta Estatal de California 195 es administrada y mantenida por el Departamento de Transporte de California por sus siglas en inglés Caltrans.